# Wildberg (Meklemburgia-Pomorze Przednie)
Wildberg – gmina w Niemczech, w kraju związkowym Meklemburgia-Pomorze Przednie, w powiecie Mecklenburgische Seenplatte, wchodząca w skład Związku Gmin Treptower Tollensewinkel.
Dzielnice:
- Fouquettin
- Wildberg
- Wischershausen
- Wolkow